# جبون رشيق
جِبُّون رشيق أو جبون أغيلي[بحاجة لمصدر] هو نوع من فصيلة الجبون يعيش في جزيرة سومطرة، ماليزيا وجنوب تايلاند.